# Lempire
Lempire é uma comuna francesa na região administrativa de Altos da França, no departamento de Aisne. Estende-se por uma área de 2,62 km². Em 2010 a comuna tinha 108 habitantes (densidade: 41,2 hab./km²).